# 10835 Fröbel
10835 Fröbel eller 1993 VB8 är en asteroid i huvudbältet som upptäcktes den 12 november 1993 av den tyske astronomen Freimut Börngen vid Tautenburg-observatoriet. Den är uppkallad efter den tyske pedagogen Friedrich Fröbel.
Asteroiden har en diameter på ungefär 3 kilometer och den tillhör asteroidgruppen Vesta.